# 大和安堵站
大和安堵站（日语：／ Yamato-Ando eki */?）是位於奈良縣生駒郡安堵村（現時：安堵町）西安堵，近畿日本鐵道（近鐵）法隆寺線的鐵路車站（廢站）。

## 歷史
- 1916年（大正5年）3月10日 - 天理輕便鐵道（日语：天理軽便鉄道）新法隆寺與額田部之間開設安堵站[1]。
- 1921年（大正10年）1月1日 - 天理輕便鐵道被大阪電氣軌道收購[2][3]，此站成為天理線的車站。
- 1922年（大正11年）4月1日 - 包含此站在內，新法隆寺至平端之間命名為法隆寺線。
- 1928年（昭和3年） - 車站改名為大和安堵站。
- 1944年（昭和19年）6月1日 - 成為近畿日本鐵道的車站。
- 1945年（昭和20年）2月11日 - 法隆寺線全線定為不要不急線而暫停營業。
- 1952年（昭和27年）4月1日 - 法隆寺線廢除，此站也被廢除。

## 車站構造
此站設有1面1線的月台，沒有待避設備。月台只有簡單的上蓋，类似于巴士站。

## 車站周邊
車站遺址、路軌遺址均建設了住宅，看不到任何車站痕跡。
- 安堵駐在所
- 安堵町公所
- FamilyMart安堵店
- 奈良交通 東安堵巴士站

## 相鄰車站
近畿日本鐵道
法隆寺線
近畿日本法隆寺－大和安堵－額田部

## 注腳
1. ↑  『官報 第1087号（大正5年3月18日） 軽便鉄道停留所設置』 - 國立國會圖書館デジタルコレクション
2. ↑  『官報 第2506号（大正9年12月8日） 鉄道譲渡』 - 國立國會圖書館デジタルコレクション
3. ↑  天理軽便鉄道  （页面存档备份，存于）、奈良県立図書情報館、2022年1月29日閲覧

## 相關項目
- 日本鐵路車站列表 Ya